# Werner Keller
Werner Keller (Nutha, 13 agosto 1909 – Ascona, 29 febbraio 1980) è stato uno scrittore e saggista tedesco, vincitore del Premio Bancarella nel 1957 per La Bibbia aveva ragione (Und die Bibel hat doch recht).

## Biografia
Werner Keller studiò ingegneria meccanica e medicina, quindi giurisprudenza a Berlino, Zurigo, e Rostock (semestre estivo 1930). Nel 1933 si laureò in giurisprudenza all'Università di Jena. 
Come dirigente del Ministero del Reich per gli armamenti e la produzione bellica diretto da Albert Speer, salvò la vita a numerosi ebrei. Progettò un audace attentato a Hitler e organizzò a Berlino un gruppo di resistenza al nazismo, che nel 1945 condusse per breve tempo una trasmissione radio clandestina. Il Tribunale del Popolo nazionalsocialista lo condannò a morte per impiccagione. Nel febbraio 1945, poco prima dell'esecuzione prevista ottenne, con l'aiuto di amici altolocati, il trasferimento a Fort Zinna, la prigione militare di Torgau. Alla fine di aprile fu liberato dalle truppe americane della 69ª divisione di fanteria.
Dopo la fine della Seconda guerra mondiale divenne giornalista e divulgatore scientifico ad Amburgo. Collaborò per stazioni radiofoniche come la Nordwestdeutsche Rundfunk, quotidiani come Die welt e Die Zeit e riviste illustrate come Stern e Neue Illustrierte, per i quali utilizzò anche lo pseudonimo di "Norman Alken".
Il suo libro La Bibbia aveva ragione, pubblicato nel 1955, vendette oltre un milione di copie in Germania entro il 1960 e fu tradotto in più di venti lingue, diventando il suo libro più noto e di maggior successo. Il suo saggio divulgativo La civiltà etrusca ottenne la prima posizione nella lista dei bestseller di Der Spiegel per diverse settimane tra il 1970 e il 1971.

## Opere
- Und die Bibel hat doch recht, Düsseldorf, Econ Verlag, 1955. Tradotto in italiano col titolo La Bibbia aveva ragione, Milano, Garzanti, 1956
- Ost minus West = Null, München, Droemer Knaur, 1960.[3]
- Und die Bibel hat doch recht - in Bildern, Düsseldorf, Econ Verlag, 1963. Tradotto in italiano col titolo La Bibbia aveva ragione. Per immagini, Milano, Garzanti, 1963
- Und wurden zerstreut unter alle Völker - Die nachbiblische Geschichte des jüdischen Volke, München, Droemer Knaur, 1966.
- Denn sie entzündeten das Licht. Geschichte der Etrusker – die Lösung eines Rätsels, München-Zürich, Droemer Knaur, 1970. Tradotto in italiano col titolo La civiltà etrusca, Milano, Garzanti, 1971
- Was gestern noch als Wunder galt. Die Entdeckung geheimnisvoller Kräfte des Menschen, München-Zürich, Droemer Knaur, 1973. Tradotto in italiano col titolo Le forze misteriose dell'uomo, Milano, Garzanti, 1974